# Mistrzostwa Świata w Piłce Nożnej Kobiet 2003 (składy)
Składy finalistów Mistrzostw Świata w Piłce Nożnej Kobiet 2003
Zgłoszone składy finalistów Mistrzostw Świata 2003 w piłce nożnej kobiet w rozegranych w Stanach Zjednoczonych.

## Argentyna
| Reprezentacja Argentyny |

- Bramka: Vanina Correa, Romina Ferro
- Obrona: Yesica Arrien, Celeste Barbitta Nuno, Valeria Cotelo, Nancy Díaz, Andrea Gonsebate, Clarisa Huber, Noelia López, Adela Medina, Mariela Ricotti
- Pomoc: Yanina Gaitán, Natalia Gatti, Marisa Gerez, Rosana Gómez
- Atak: Karina Alvariza, Mariela Coronel, Marisol Medina, Fabiana Vallejos, Maria Villanueva

## Australia
| Reprezentacja Australii |

- Bramka: Melissa Barbieri, Amy Beattie, Cassandra Kell
- Obrona: Dianne Alagich, Rhian Davies, Pamela Grant, Karla Reuter, Cheryl Salisbury, Sacha Wainwright
- Pomoc: Bryony Duus, Gillian Foster, Heather Garriock, Tal Karp, Joanne Peters, Taryn Rockall
- Atak: Hayley Crawford, Kelly Golebiowski, April Mann, Danielle Small, Amy Wilson

## Brazylia
| Reprezentacja Brazylii |

- Bramka: Andréia, Giselle
- Obrona: Juliana, Mônica, Renata, Tânia
- Pomoc: Michelle, Milene, Priscila, Rafaela, Renata Costa,
- Atak: Cristiane, Daniela, Formiga, Katia, Kelly, Maycon, Marta, Rosana, Simone

## Chińska Republika Ludowa
| Reprezentacja Chińskiej Republiki Ludowej |

- Bramka: Han Wenxia, Zhao Yan
- Obrona: Fan Yunjie, Gao Hongxia, Li Jie, Liu Yali, Sun Rui, Wang Liping
- Pomoc: Liu Ying, Pan Lina, Pu Wei, Qu Feifei, Ren Liping, Zhang Ouying, Zhao Lihong
- Atak: Bai Jie, Bi Yan, Han Duan, Sun Wen, Teng Wei

## Francja
| Reprezentacja Francji |

- Bramka: Céline Marty, Bérangère Sapowicz
- Obrona: Anne-Laure Casseleux, Corinne Diacre, Laura Georges, Séverine Goulois, Peggy Provost, Emmanuelle Sykora, Sabrina Viguier
- Pomoc: Sonia Bompastor, Amélie Coquet, Virginie Dessalle, Séverine Lécouflé, Sandrine Soubeyrand, Elodie Woock
- Atak: Marie-Ange Kramo, Hoda Lattaf, Stéphanie Mugneret-Béghé, Marinette Pichon, Laëtitia Tonazzi

## Ghana
| Reprezentacja Ghana |

- Bramka: Gladys Enti, Fati Mohammed, Memunatu Sulemana
- Obrona: Lydia Ankrah, Yaa Avoe, Elizabeth Baidu, Mavis Danso, Aminatu Ibrahim, Patience Sackey
- Pomoc: Genevive Clottey, Belinda Kanda, Patricia Ofori, Florence Okoe
- Atak: Basilea Amoa-Tetteh, Akua Anokyewaa, Adjoa Bayor, Mavis Dgajmah, Gloria Foriwa, Myralyn Osei Agyemang, Alberta Sackey

## Japonia
| Reprezentacja Japonii |

- Bramka: Shiho Onodera, Nozomi Yamago
- Obrona: Hiromi Isozaki, Yuka Miyazaki, Yumi Obe, Yasuyo Yamagishi, Kyoko Yano
- Pomoc: Naoko Kawakami, Yayoi Kobayashi, Aya Miyama, Tomomi Miyamoto, Mai Nakachi, Tomoe Sakai, Emi Yamamoto, Miyuki Yanagita
- Atak: Eriko Arakawa, Karina Maruyama, Mio Otani, Homare Sawa, Akiko Sudo

## Kanada
| Reprezentacja Kanady |

- Bramka: Karina Leblanc, Erin McLeod, Taryn Swiatek
- Obrona: Sasha Andrews, Linda Consolante, Randee Hermus, Isabelle Morneau, Sharolta Nonen
- Pomoc: Kristina Kiss, Kara Lang, Diana Matheson, Carmelina Moscato, Andrea Neil, Brittany Timko, Rhian Wilkinson
- Atak: Silvana Burtini, Tanya Dennis, Charmaine Hooper, Christine Latham, Christine Sinclair

## Korea Południowa
| Reprezentacja Korei Południowej |

- Bramka: Jung Ho-jung, Kim Jung-mi
- Obrona: Jin Suk-hee, Kim Yu-jin, Kim Yoo-mi, Park Hae-jung, Yoo Young-sil
- Pomoc: Han Jin-sook, Hong Kyung-suk, Hwang In-sun, Kim Joo-hee, Kim Jin-hee, Kim Yoo-jin, Kim Kyul-sil, Lee Myung-hwa, Shin Sun-nam, Song Ju-hee
- Atak: Lee Ji-eun, Park Eun-sun, Sung Hyun-ah

## Korea Północna
| Reprezentacja Korei Północnej |

- Bramka: Chon Kyong-hwa, Ri Jong-hui
- Obrona: Jang Ok-gyong, Jon Hye-yong, Kim Hwa-song, Ra Mi-ae, Ri Un-ju, Sin Kum-ok, Song Jong-sun, Yun In-sil
- Pomoc: Ho Sun-hui, O Kum-ran, Ri Un-gyong, Ri Hyang-ok, Yun Yong-hui
- Atak: Jin Pyol-hui, Pak Kum-chun, Pak Kyong-sun, Ri Kum-suk

## Niemcy
| Reprezentacja Niemiec |

- Bramka: Nadine Angerer, Silke Rottenberg
- Obrona: Linda Bresonik, Sonja Fuss, Stefanie Gottschlich, Ariane Hingst, Nia Künzer, Sandra Minnert, Kerstin Stegemann
- Pomoc: Kerstin Garefrekes, Stephanie Jones, Renate Lingor, Viola Odebrecht, Sandra Smisek, Bettina Wiegmann, Pia Wunderlich
- Atak: Maren Meinert, Martina Müller (piłkarka), Conny Pohlers, Birgit Prinz

## Nigeria
| Reprezentacja Nigerii |

- Bramka: Precious Dede, Esther Okhae, Ugochi Opara
- Obrona: Kikelomo Ajayi, Ifeanyichukwu Chiejine, Onome Ebi, Florence Iweta, Bunmi Kayode, Florence Omagbemi
- Pomoc: Patience Avre, Efioanwan Ekpo, Faith Ikidi, Stella Mbachu, Maureen Mmadu, Perpetua Nkwocha, Nkiru Okosieme
- Atak: Mercy Akide, Nkechi Egbe, Vera Okolo, Olaitan Yusuf

## Norwegia
| Reprezentacja Norwegii |

- Bramka: Bente Nordby, Silje Vesterbekkmo
- Obrona: Marit Fiane Christensen, Gunhild Følstad, Monica Knudsen, Brit Sandaune, Ane Stangeland, Anne Tønnessen
- Pomoc: Karin Bredland, Kristine Edner, Solveig Gulbrandsen, Lise Klaveness, Unni Lehn, Hege Riise
- Atak: Ingrid Fosse Sæthre, Dagny Mellgren, Linda Ørmen, Marianne Pettersen, Anita Rapp, Trine Rønning

## Rosja
| Reprezentacja Rosji |

- Bramka: Алла Волкова, Светлана Петько, Мария Пигалева
- Obrona: Марина Буракова, Татьяна Зайцева, Марина Коломиец, Анастасия Пустовойтова, Марина Саенко, Ольга Сергаева, Вера Струкова
- Pomoc: Елена Денщик, Татьяна Егорова, Галина Комарова, Александра Светлицкая, Татьяна Скотникова, Елена Фомина, Оксана Шмачкова
- Atak: Наталья Барбашина, Елена Данилова, Ольга Летюшова

## Stany Zjednoczone
| Reprezentacja Stanów Zjednoczonych |

- Bramka: Siri Mullinix, Briana Scurry
- Obrona: Kylie Bivens, Brandi Chastain, Joy Fawcett, Christie Pearce, Cat Reddick, Danielle Slaton, Kate Sobrero
- Pomoc: Shannon Boxx, Julie Foudy, Angela Hucles, Kristine Lilly, Tiffany Roberts, Aly Wagner
- Atak: Mia Hamm, Shannon MacMillan, Tiffeny Milbrett, Cindy Parlow, Abby Wambach

## Szwecja
| Reprezentacja Szwecji |

- Bramka: Caroline Jönsson, Sofia Lundgren
- Obrona: Kristin Bengtsson, Sara Call, Sara Larsson, Hanna Marklund, Frida Östberg, Jane Törnqvist, Karolina Westberg
- Pomoc: Malin Andersson, Linda Fagerström, Sara Johansson, Malin Moström, Frida Nordin, Therese Sjögran, Anna Sjöström
- Atak: Hanna Ljungberg, Josefine Ökvist, Salina Olsson, Victoria Svensson